# Diana Vickers
Diana Vickers (Blackburn, 1991. július 30. –) brit énekesnő, dalszerző és divattervező, aki a The X Factor ötödik évada után vált ismertté 2008-ban. 2009 januárjában kötött lemezszerződést az RCA Records kiadóval, majd 2009 márciusáig versenytársaival koncertezett. Ezt befejezve kezdett el dolgozni debütáló albumán, mely a Songs from the Tainted Cherry Tree címet kapta. A munkálatok 2009 szeptemberében értek véget.
2009 októberétől 2010 januárjáig Vickers szerepet játszott a The Rise and Fall of Little Voice feldolgozásában, melyért később díjat is kapott. Debütáló kislemeze, a Once elérte a brit kislemezlista első helyét. 2010. április 19-én jelent meg, és közel 210 000 példány kelt el belőle az Egyesült Királyságban. Első albuma 2010. május 3-án jelent meg, a brit albumlista első helyét, az ír lista hetedik helyezését érte el, mi több, az European Top 100 Albums lista 4. helyére került, és Arany minősítést kapott.. A szigetországban több, mint 200 000 példányban kelt el a lemez.
Második kislemeze, a The Boy Who Murdered Love a brit kislemezlista 36. helyéig jutott el. Ezt harmadik dala, a My Wicked Heart követte, mely 2010. október 17-én jelent meg digitálisan. A britek listáján a 13. helyet érte el. Vickers 2010. október 17-én a The X Factor fellépője volt.
Vickers ez idő alatt félmillió felvételt adott el. Jelenleg második albumára ír dalokat, mely várhatóan 2012-ben jelenik majd meg. Első divatkollekcióját 2011 májusában mutatta be, a Dee V elnevezést kapta.
2011. június 30-án jelentette be Tumblr blogján keresztül, hogy az RCA lemezkiadóval szerződést bontott közös megegyezés alapján. 2011. július 28-án Vickers Ustreamen keresztül bejelentette, hogy várhatóan 2011 végén kiad egy letölthető középlemezt, mely új albumához lenne egy ízelítő. 
2011. szeptember 5-én Vickers menedzsere, Annecka Griffiths említette, hogy Dianának még mindig szerződése, és az új lemezhez is szükséges egy kiadó.  2011 decemberében Diana két promóciós kislemezt adott ki (Music to Make the Boys Cry, Kiss Of a Bullet), melyeket egy turné, új kislemez és album követ majd 2012-ben.

## Gyermekkora
Vickers Blackburnben született, Angliában, majd Huncoatban nőtt fel. 16 éves korában tanulmányai folytatását, majd drámaiskolában akart részt venni, vagy Thaiföldre utazni. Vickers 11 éves kora óta énekel, közben énekórákat vett, és helyi versenyeken jelent meg.

## Karrierje

### 2008–09:The X Factor, lemezszerződés
2008-ban Vickers jelentkezett a The X Factor ötödik évadába, ahol a The Blower's Daughter című dalt énekelte el. Damien Ricet  és Louis Walshet kissé a hippikre emlékeztette Diana. Az énekesnő bejutott az élő show-ba is, Cheryl Cole mentoráltjaként, Alexandra Burke és Laura White mellett.
Vickers előadásai többnyire szokatlanok voltak, a közönség véleményét is megosztották. Simon Cowell Marmitehez hasonlította, szerinte az emberek ugyanúgy szeretik vagy utálják stílusát, majd hozzátette, ő szereti.
Az első élő adásban Vickers a U2 With or Without You című dalát énekelte el. Később Michael Jackson Man in the Mirror című felvételét is feldolgozta, mely talán egyik legsikeresebb előadása lett. Az ezt követő héten Charlie Chaplin Smile című számával lépett fel, melyet a mentorok ismét dicsértek.
Az ötödik héten Vickers gégehurut miatt nem jelenhetett meg. Eredetileg Mariah Carey Always Be My Baby című dalt akarta előadni, viszont néhány órával a show kezdete előtt orvosa javasolta, hogy ne jelenlen meg a műsorban, hiszen komolyabb károsodást okozhat.
A hatodik héten Vickers a Coldplay Yellow című dalával tért vissza, viszont a mentoroktól negatív kritikákat kapott: Dannii Minogue szerint a dalválasztás nem volt megfelelő, Cowell szerint Diana még mindig nem volt elég jó, hogy előadhassa. A következő adásban a Take That Patience című dalával jelent meg. A műsorban Gary Barlow lemezszerződést ajánlott Vickersnek, amennyiben Diana nem nyerne, viszont Cowell erre így reagált: „Nem fogadjuk el Gary Barlow kedves ajánlatát. Leona Lewis is jól járt, köszönjük, Gary.”
A kilencedik héten Avril Lavigne Girlfriend című dalát dolgozta fel első dalként. A második dala Dido White Flag című száma lett, de az énekesnőnek negyedik helyezéssel távoznia kellett a versenyből. A tehetségkutató után nyolc résztvevővel indult el turnézni, 2009 februárjától márciusáig.
Később bejelentették, hogy Vickers is kapott egy lemezszerződést a Syconál, a JLS és Eoghan Quigg mellett, később viszont ez nem valósult meg. Helyette az RCA kiadót választotta.
Elkezdett dolgozni első albumán, a  Songs from the Tainted Cherry Treen 2009 januárjában, viszont hozzátette, nem siet vele. Olyan előadókkal és producerekkel dolgozott, mint Cathy Dennis, Eg White, Nerina Pallot, Ellie Goulding, Cass Lowe, Guy Sigsworth, Chris Braide, Savan Kotecha, Starsmith, Alexis Strum, Patrick Wolf és Dev Hynes.

### 2009–10:Songs from the Tainted Cherry Tree
Vickers első kislemezét – mely a Once címet kapta – Cathy Dennis és Eg White írta, producere Mike Spencer volt. 2010. április 19-én jelent meg az Egyesült Királyságban, videóklipje a Channel 4 műsorán debütált. 2010 április 22-én az énekesnő a dal egy akusztikus változatát adta elő, a Snow Patrol Just Say Yes című dalának feldolgozása mellett. Április 25-én a kislemez elérte a brit kislemezlista első helyét, mintegy 70 000 eladott példánnyal egy hét alatt. 2010 márciusában Vickers Songs from the Tainted Cherry Tree Tour turnéja kezdődött el.
2010. április 15-én bejelentették Diana második kislemezének címét. A The Boy Who Murdered Love szerzője és producere Chris Braide volt. A videót ugyanebben a hónapban forgatták Londonban. Diana turnéjának második szakaszát 2010 májusában kezdte meg, hogy promotálhassa albumát, mely május 9 -én jelent meg, és a brit albumlista legelső helyéig jutott el.
2010 május 23-án az énekesnő a The Boy Who Murdered Love című dalát, és Biffy Clyro Many of Horror című felvételét adta elő a Radio 1's Big Weekend című rendezvényen. Vickers 2010. július 18-án adta ki második kislemezét, mely a brit kislemezlista 36. helyezését érte el. Vickers Once, The Boy Who Murdered Love, N.U.M.B és Notice című dalait adta elő az MTVnek. 2010. július 28-án megjelent az iTunes oldalán egy EP, mely az énekesnő iTunes Fesztiválon előadott dalait tartalmazza.
Vickers rengeteg fesztiválon lépett fel 2010 nyarán, többek között a V Festival, T4 on the Beach, Oxygen Festival nevezetű rendezvényeken.
2010. augusztus 31-én Ustreamen keresztül jelentette be, hogy a harmadik kislemeze My Wicked Heart, melyet Vickers, Dee Adams és James Earp írt, producerei is ők voltak. 2010. szeptember 12-én debütált angol rádiók műsoraiban. Október 17-én jelent meg digitális letöltés formájában.
Diana egy interjúban beismerte, a Red Hot Chili Peppers Under The Bridge című dala hasonlít új kislemezére, melynek hasonlóságait előtte többen felfedeztek. 2010. október 17-én visszatért a The X Factor színpadára My Wicked Heart című felvételével.
Egy interjúban Diana említette, hogy szeretné első albumát új számokkal bővítve ismét kiadni. Hozzátette: „Sokat írtam, rengeteg dal van a tarsolyomban. Szerintem már a második albumhoz is közeledek.” Vickers rádiós turnéját 2010. október 18-án kezdte meg, és 24-én fejezte be.

### 2010–napjainkig: Második album
2010. június 3-án Vickers bejelentette, hogy számokat készít második albumára. Egy interjúban említette, hogy új lemezére az indie pop és rock stílus hatott, The xx, The Doors, Siouxsie and the Banshees és Björk munkáira utalva. Vickers írt dalokat Nerina Pallot, Eg White, Starsmith, Chris Braide és Dee Adam közreműködésével. 2011. január 6-án Los Angelesbe utazott, ahol John Shanks és Diane Warren mellett dolgozott. 2011. január 15-én az Egyesült Államokban első alkalommal koncertezett.
2011. március 11-én bejelentették, hogy Diana a Starsailor frontemberével, James Walshel dolgozott. 2011. március 14-én ismét meglátogatta Los Angelest, hogy John Shanks közreműködésével alkosson. Június 30-án bejelentette, szerződést bontott az RCA lemezkiadóval. Hozzátette, a lemez készülőben van, és vagy egy új kiadó gondozásában, vagy függetlenül jelenik majd meg. 2011. szeptember 5-én kiderült, egy új kiadó még mindig szükséges az új albumhoz.
2011. július 13-án a Popjustice három dalról írt: Boy In Paris, Cinderella és Music To Make The Boys Cry. Az oldal azt is bejelentette, várhatóan 2012-ben jelennek meg.
Július 28-án Ustreamen bejelentette az énekesnő, szeretne kiadni egy letölthető középlemezt 2011 végén, mely egy kis ízelítő lenne az új albumhoz. Vickers megerősítette, hogy több, mint harminc dalt vettek fel az új lemezre, viszont az összes nem kerülhet fel rá. 2011. december 2-án bejelentette, az EP mégsem jelenik meg, viszont a lemez megjelenése közeledik. Augusztus 12-én kiderült, Vickers dolgozott a MNEKkel is.
2011. december 9-én Diana kiadott egy promóciós kislemezt, mely a Music To Make The Boys Cry címet kapta, és az énekesnő weboldalán ingyenesen megszerezhető lett. Elektronikus és indie pop jegyekre épül a dal. Egy héttel később a Kiss of a Bullet érkezett, melyet egy Twitter vagy Facebook üzenetért cserében lehet ingyenesen letölteni.

### Munka más előadókkal
Vickers szerezte Enrique Iglesias és Jennifer Lopez kislemezét, mely a Mouth 2 Mouth címet kapta, és Iglesias Euphoria Reloaded című lemezén kapott helyet.

## Színészi karrierje
Vickers először a The Rise and Fall of Little Voice című produkcióban jelent meg 2009 október 8-án a Vaudeville Színházban. Little Voicet játszotta, aki tehetségét rejtegette, és Shirley Bassey, Édith Piaf és Judy Garland imitátoraként jelent meg.
Mark Owen (Take That) írta a Sunlightot, melyet Diana énekelt el a darabban.
A dal Once című kislemezén B-oldalként jelent meg. Diana szünetelt az album készítésével, hogy szerepelhessen a produkcióban.
Vickers előadása a The Guardiantól pozitív kritikákat kapott: „Vickers éneklése lenyűgöző, meglepődtünk vokális képességein.” A The Daily Telegraph mágikusnak nevezte munkáját. A Daily Mail pozitív visszajelzést írt Diana előadásáról.

## Diszkográfia
- Songs from the Tainted Cherry Tree (2010)